# Monsta
Monsta ist ein Lied der deutschen Dancehall-, Hip-Hop- und Reggae-Band Culcha Candela aus dem Jahr 2009. Das Stück ist die zweite Singleauskopplung aus ihrem vierten Studioalbum Schöne neue Welt.

## Hintergrund
Der Liedtext zu Monsta stammt von den Culcha-Candela-Mitgliedern selbst und dem Koautoren Simon Müller-Lerch (Sera Finale). Die Komposition stammt von Jan Krouzilek (Krutsch), Paul Neumann (Paul NZA) und Marek Pompetzki. Krutsch zeichnete darüber hinaus, unter dem Pseudonym „Don Krutscho“ für die Produktion zuständig.
Das Lied erschien erstmals am 28. August 2009 als Teil von Culcha Candelas viertem Studioalbum Schöne neue Welt, dessen zweite Singleauskopplung es ist. Die Singleauskopplung erfolgte am 9. September 2009.
Das Musikvideo entstand 2009 unter der Regie von Hinrich Pflug. Es zählte bis Juni 2023 über 15 Millionen Aufrufe.

## Rezeption

### Charts und Chartplatzierungen
Monsta stieg am 6. November 2009 auf Rang 18 der deutschen Singlecharts ein und erreichte vier Wochen später, in der Chartwoche vom 4. Dezember 2009, mit Rang drei seine beste Platzierung. Die Single musste sich dabei lediglich Meet Me Halfway (The Black Eyed Peas) und dem Spitzenreiter Pflaster (Ich + Ich) geschlagen geben. Das Lied platzierte sich 63 Wochen in den Top 100, womit es zu den erfolgreichsten Dauerbrennern zählt, darunter neun Wochen in den Top 10. Für einen Zeitraum von zwei Wochen war es das erfolgreichste deutschsprachige Lied in den Charts. Darüber hinaus erreichte Monsta ebenfalls Rang drei in Österreich sowie Rang acht in der Schweiz.
In Deutschland avancierte Monsta zum zehnten Charthit der Band sowie zum fünften in Österreich und dem vierten in der Schweiz. Nach Hamma und Ey DJ erreichte die Band zum dritten Mal die Top 10 in Deutschland, zum zweiten Mal nach Hamma in Österreich sowie zum einzigen Mal in der Schweiz. In allen drei Ländern konnte sich keine Single der Band länger in den Charts platzieren.
Im Jahr seiner Singleveröffentlichung belegte das Lied Rang 73 der deutschen Single-Jahrescharts. 2010 belegte es Rang 19 in Österreich, Rang 30 in der Schweiz und Rang 34 in Deutschland.
| ChartsChartplatzierungen | Höchstplatzierung | Wochen |
| ------------------------ | ----------------- | ------ |
| Deutschland (GfK)        | 3 (63 Wo.)        | 63     |
| Österreich (Ö3)          | 3 (43 Wo.)        | 43     |
| Schweiz (IFPI)           | 8 (44 Wo.)        | 44     |

| ChartsJahrescharts (2009) | Platzierung |
| ------------------------- | ----------- |
| Deutschland (GfK)         | 73          |

| ChartsJahrescharts (2010) | Platzierung |
| ------------------------- | ----------- |
| Deutschland (GfK)         | 34          |
| Österreich (Ö3)           | 19          |
| Schweiz (IFPI)            | 30          |

### Auszeichnungen für Musikverkäufe
| Land/Region        | Auszeichnungen für Musikverkäufe (Land/Region, Auszeichnung, Verkäufe) | Verkäufe |
| ------------------ | ---------------------------------------------------------------------- | -------- |
| Deutschland (BVMI) | 3× Platin                                                              | 900.000  |
| Schweiz (IFPI)     | Platin                                                                 | 30.000   |
| Insgesamt          | 4× Platin ·                                                            | 930.000  |